# NGC 728
NGC 728 é um sistema estelar triplo na direção da constelação de Pisces. O objeto foi descoberto pelo astrônomo John Herschel em 1827, usando um telescópio refletor com abertura de 18,6 polegadas. 